# Francisco Tito Yupanqui
Francisco Tito Yupanqui (1550-1616) est un sculpteur indigène de la vice-royauté du Pérou.
Il a sculpté, dans ce qui est aujourd'hui la Bolivie, des statues en bois telles que celle de la Bienheureuse Vierge Marie, connue sous le nom de Notre-Dame de Copacabana (Virgen Candelaria de Copacabana), qui est l'une des images mariales de l'Église catholiques romaines parmi les plus connues et qui est conservée en la basilique Notre-Dame à Copacabana, une ville située au bord du lac Titicaca en Bolivie.

## Biographie
Yupanqui est né à Copacabana de Tola et Francisco Tito Yupanqui Sr. Sa famille était composée d'Anansayas, ou descendants du peuple Quechua qui a déménagé à Copacabana avec les Incas. Il venait d'une famille récemment convertie au catholicisme romain par les prêtres dominicains mais, comme la plupart du temps, il conservait certaines croyances religieuses aymara.

## Béatification
En 2011, la Conférence des évêques catholiques de Bolivie a demandé au Saint-Siège de béatifier Yupanqui, qui serait le premier saint bolivien.